# V-pop
V-pop (em vietnamita: Nhạc Pop Việt Nam) é uma abreviação para a música pop vietnamita, que é um gênero musical iniciado nos anos 90. No Vietnã é conhecido como música jovem (nhac trẻ).

## Artistas
- Hồ Quỳnh Hương
- Hồng Nhung
- Cẩm Ly
- Son Tung M-TP
- Hoàng Thùy Linh